# Rhinocricus yanus
Rhinocricus yanus är en mångfotingart som beskrevs av Chamberlin 1955. Rhinocricus yanus ingår i släktet Rhinocricus och familjen Rhinocricidae. Inga underarter finns listade i Catalogue of Life.